# 库尔恰尔·奥妮陶
库尔恰尔·奥妮陶（匈牙利語：Kulcsár Anita，1976年10月2日—），匈牙利女子手球运动员。她曾代表匈牙利参加2000年和2004年夏季奥林匹克运动会手球比赛，获得一枚银牌。